# テムル・ブカ (淮王)
テムル・ブカ（Temür buqa, モンゴル語: Төмөр буха, 中国語: 帖木児不花、至元23年（1286年） - 至正28年8月2日（1368年9月14日））は、モンゴル帝国の皇族で、第5代皇帝クビライ・カアンの孫。大元ウルスの末期に有力皇族として叛乱鎮圧に功績を挙げ、最後には大都陥落とともに戦死したことで知られる。

## 概要

### 鎮南王時代
テムル・ブカはセチェン・カアン（世祖クビライ）の庶子の一人、鎮南王トガンの第4子として至元23年（1286年）に生まれた。テムル・ブカの前半生については記録がなく、史書にテムル・ブカの名が表れるようになるのは泰定年間からのこととなる。テムル・ブカの父のトガンに与えられた「鎮南王」位は初め長男のラオジャンが承襲し、その死後次男のトク・ブカが承襲していた。しかしそのトク・ブカもまた早世し、その子のボロト・ブカがまだ幼かったため、泰定3年（1326年）にテムル・ブカが鎮南王位を承襲することとなった。
天暦元年（1328年）、イェスン・テムル・カアンの死後にアリギバ（天順帝）を支持する上都派とトク・テムル（後の文宗）を支持する大都派との間でカアン位を巡って内戦が勃発し、最終的に大都派が勝利を収めた。大都派の勝利後、テムル・ブカは上都派について敗れた梁王オンシャンの奴婢を大都派の中心人物エル・テムルとともに下賜されており、テムル・ブカもまた大都派の中心人物の一人であったと見られる。
上都派との争いに勝利し、一度は即位したトク・テムルであったが、兄のコシラがモンゴリアで支持を得て南下しようとしていたため、コシラにカアン位を譲ることとなった。コシラと合流するためにトク・テムルは上都方面に向かったが、これにテムル・ブカも同行していた。コシラとの合流後、上都近郊のオングチャド（王忽察都）で諸王大臣を集めて宴会が開かれたが、この宴会中にコシラは急死した。コシラはその即位によって実権を失うのを恐れたエル・テムルによって毒殺されたという説が有力であり、これによってトク・テムルがジャヤガトゥ・カアンとして改めて即位した。

### 宣譲王時代
天暦2年（1329年）、改めて即位したジャヤガトゥ・カアンに対し、テムル・ブカは既に甥のボロト・ブカが成長したため、自身の鎮南王位を譲りたいと申し出た。ジャヤガトゥ・カアンはテムル・ブカの申し出を受け容れてボロト・ブカを新たに鎮南王に封じる一方、テムル・ブカを改めて宣譲王に封じ褒寵を示した。ただ、このようなテムル・ブカへの厚遇は前述した天暦の内乱時の功績によるものと見られている。
ジャヤガトゥ・カアンの死後、リンチンバルを経てトゴン・テムルがウカアト・カアンとして即位したが、朝廷の実権はバヤンに握られていた。バヤンは諸王の勢力を削減しようと企み、モンケの末裔のチェチェクトゥを謀殺した他、テムル・ブカとコンチェク・ブカ兄弟を罪に陥れ王位を剥奪した。このようなバヤンの専権に不満を抱いていたウカアト・カアンは、バヤンの甥のトクトを起用してバヤンを左遷し、トクトによってテムル・ブカとコンチェク・ブカは復権を果たすことができた。
テムル・ブカが復権を果たした後至元元年（1335年）には廬州・饒州の牧地を下賜された。これ以後、ウカアト・カアンの朝廷においてテムル・ブカは有力諸王の一人として扱われ、淮西地方に出鎮した。至正11年（1351年）より始まった紅巾の乱討伐にも功績を挙げ、至正12年（1352年）には賊を平定した功績によって下賜を受けている。

### 淮王時代
至正27年（1367年）、朱元璋は張士誠を打倒して江南を平定し、大元ウルスの情勢はいよいよ悪化した。同年、テムル・ブカは宣譲王より最高ランクの「淮王」に昇格となり、金印を賜り王傅を設置している。至正28年（1368年）、国号を大明とした朱元璋は徐達を主将とする北伐軍を派遣し、大都を攻略させようとした。9月8日（旧暦閏月26日）、明の北伐軍が大都近郊の通州まで攻略すると、頼みとするココ・テムルの軍隊も遠く太原にあって援軍を望めず、もはや大都を固守することは不可能と見られた。
9月9日（旧暦閏月27日）、ウカアト・カアンはテムル・ブカを監国に、慶童を中書左丞相に任命して大都残留部隊の司令官とし、9月10日（旧暦閏月28日）にウカアト・カアンは大都より逃れて北方へ向かった。ウカアト・カアンの脱出後、徐達は通州の守備を馬指揮に任せ、大都への攻撃を開始した。東方に位置する斉化門を攻略した明軍は城内に突入し、テムル・ブカら大都に残留した高官の多くは殺された。9月14日（旧暦8月2日）、こうして大都は陥落し、これを以て明朝は「元朝は滅んだ」とした。テムル・ブカは当時のモンゴル人としては非常に長命で、大都で戦死した時には83歳であったという。

## 後世の伝承
17世紀以後、モンゴル語で記されるモンゴル年代記が多数編纂されるようになったが、そのほとんどにウカアト・カアンが大都を失ったことを歌った「恵宗悲歌 (Lament of Toγon temür)」が所収されている。「恵宗悲歌」は各年代記ごとに内容に差異が存在するが、多くの年代記において「ブカ＝テムル丞相 (Buqa temür čingsang)」が大都を守って戦い、ウカアト・カアンの脱出を助けたことを述べる一節がある：
| 「                                                   | 闘いて出でしめたり、ブカ・テムル丞相、乱中より | 」 |
| —著者不明『アルタン・トブチ』（岡田2010, 187頁より） |                                                |    |

| 「                                               | 百万人に畏るるなく闘いて来たれり、ブカ・テムル丞相 | 」 |
| —シャンバ『アサラクチ史』（岡田2010, 193頁より） |                                                    |    |

| 「                                                             | 闘いて救い出せり、ブカ・テムル丞相 | 」 |
| —グーシ・ダルマ『アルタン・クルドゥン』（岡田2010, 195頁より） |                                    |    |

| 「                                                     | 闘いて出でたり、ブカ・テムル丞相 | 」 |
| —ラシプンスク『ボロル・エリケ』（岡田2010, 196頁より） |                                  |    |

このブカ・テムルは大都を守って戦死を遂げた淮王テムル・ブカではないかと推測されている。
また、1440年代から1450年代に活躍したオイラトのエセンは父のトゴンの後を継いでからハーンに即位するまで「太師淮王」という称号を用いていたことが明朝の史書に記録されており、この「淮王」という称号はテムル・ブカに由来するものであるとする説がある。曹永年は大都の陥落から200年以上経った時代のモンゴル年代記にすら淮王テムル・ブカを称賛する記事があったことから、北元時代には「ハーンを守って殉死した」テムル・ブカを英雄視する風潮があり、エセンはトクトア・ブハ（タイスン・ハーン）を擁立する自らの地位を権威づけるため「淮王」という称号を用いたのであろう、と指摘している。

## 王号
- 鎮南王（第2ランク）：泰定3年（1326年） - 天暦2年（1329年）
- 宣譲王（第2ランク）：天暦2年（1329年） - 至正27年（1367年）
- 淮王（第1ランク）：至正27年（1367年） - 至正28年（1368年）

## 家系
『元史』巻107宗室世系表では脱不花（トク・ブカ）、コンチェク・ブカ（寛徹普化）、テムル・ブカ（帖木児不花）の3兄弟を鎮南王トガン（脱歓）の子のラオジャン（老章）の子としているが、巻117寛徹普化・帖木児不花伝ではトガンの子であると明記されており、矛盾がある。しかし宗室世系表は同名人物の取り違えなど誤りの多い表であり、中華民国期に編纂された『新元史』や『蒙兀児史記』など多くの史書は列伝の記述を優先しこれら3兄弟をトガンの子と記述している。
- セチェン・カアン（世祖クビライ）
  - 鎮南王トガン（Toγan ＞脱歓/tuōhuān,توقان/Tūqān）
    - 鎮南王ラオジャン（Laoǰang ＞老章/lǎozhāng,لاوجانگ/Lāujāng）
    - 鎮南王トク・ブカ（Toq Buqa ＞脱不花/tuōbùhuā）
      - 鎮南王ボロト・ブカ（Bolot Buqa ＞孛羅不花/bóluōbùhuā）
        - ダイシンヌ（Daišingnu ＞大聖奴/dàishèngnú）

    - 威順王コンチェク・ブカ（Könček Buqa ＞寛徹普化/kuānchèpŭhuà）
      - ベク・テムル（Bek temür ＞別帖木児/biétièmùér）
      - ダイ・テムル（Dai temür ＞答帖木児/dátièmùér）
      - バウエンヌ（Bau’ennu ＞報恩奴/bàoēnnú）
      - ゼデイヌ（Dzedeinü ＞接待奴/jiēdàinú）
      - 義王コシャン（Qošang ＞和尚/héshàng）

    - 淮王テムル・ブカ（Temür Buqa ＞帖木児不花/tièmùérbùhuā）
    - 文済王マンジ（Manzi ＞蛮子/mánzǐ）
      - 文済王ブカ・テムル（Buqa Temür ＞不花帖木児/bùhuātièmùér）

    - 宣徳王ブダシリ（Budaširi ＞不答失里/bùdāshīlǐ）